# Chalciporus rubinus
Bolet rubis
Espèce
Statut de conservation UICN

 EN  : En danger
Chalciporus rubinus, le Bolet rubis, est une espèce rare de champignon (Fungi) basidiomycète du genre Chalciporus dans la famille des Boletaceae. C'est une espèce menacée. Il est caractérisé par son pied ponctué de carmin et sa saveur parfois amère.

## Taxonomie
Le nom correct complet (avec auteur) de ce taxon est Chalciporus rubinus (W.G. Sm.) Singer, 1973.
L'espèce a été initialement classée dans le genre Boletus sous le basionyme Boletus rubinus W.G. Sm., 1868.

### Synonymes
Chalciporus rubinus a pour synonymes :
- Boletus rubinus W.G. Sm., 1868
- Rubinoboletus rubinus (W.G. Sm.) Pilát & Dermek, 1969
- Suillus rubinus (W.G. Sm.) Kuntze, 1898
- Xerocomus rubinus (W.G. Sm.) A. Pearson, 1946

## Description du sporophore
Les bolets sont des champignons dont l’hyménophore, constitué de tubes et terminés par des pores, se sépare facilement de la chair du chapeau. Ce chapeau d'abord rond, recouvert d'une cuticule, devient convexe à mesure qu’il vieillit. Ils ont un pied (stipe) central assez épais et une chair compacte. Les caractéristiques morphologiques de C. rubinus sont les suivantes :
Son chapeau est brun clair, brun, marron, de texture à l'apparence parfois tomenteuse, fauve brunâtre marbré de brun vineux.
L'hyménophore présente des pores plus ou moins amples, de couleur allant du rouge framboise vif au rouge carminé. Ils sont subimmuables, formant un pseudo-réseau en haut du pied. Les tubes sont concolores.
Son stipe est trapu, ponctué de rouge carmin vif sur fond jaune. Son mycélium basal est nettement jaune.
La chair est blanche dans le chapeau, jaune dans le stipe. Sa saveur est douce ou amère/piquante. Son odeur n'est pas distinctive.

## Galerie

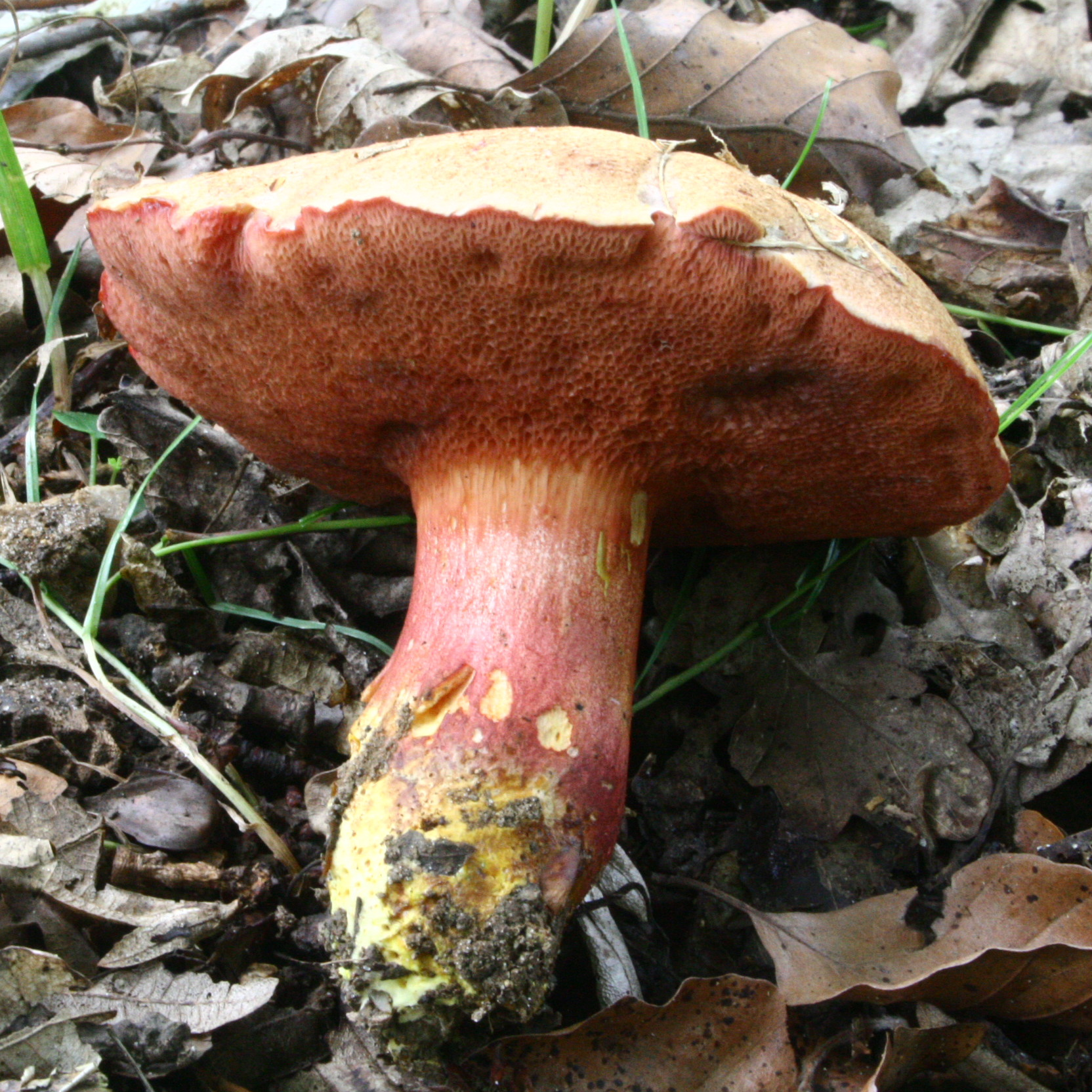
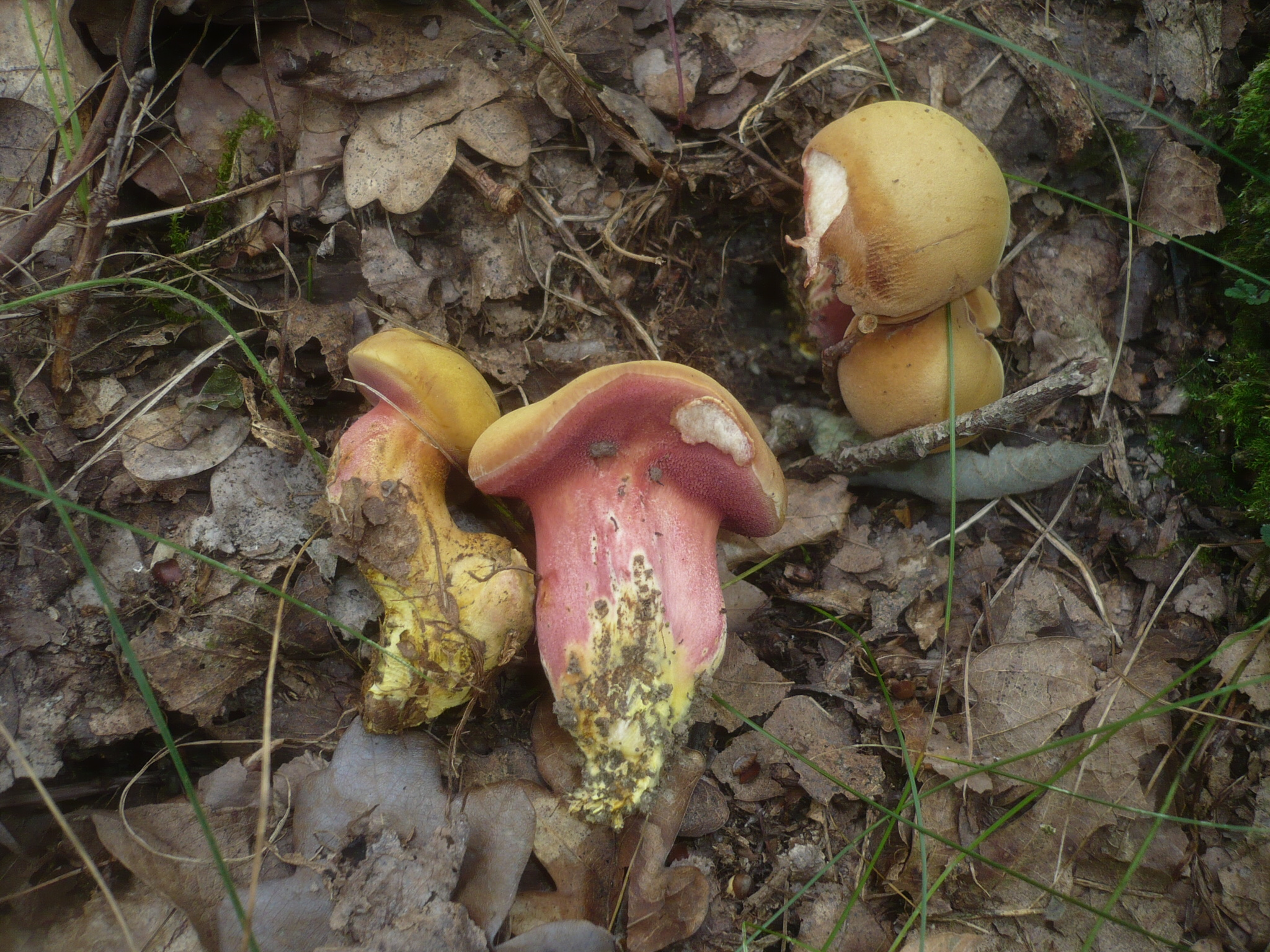
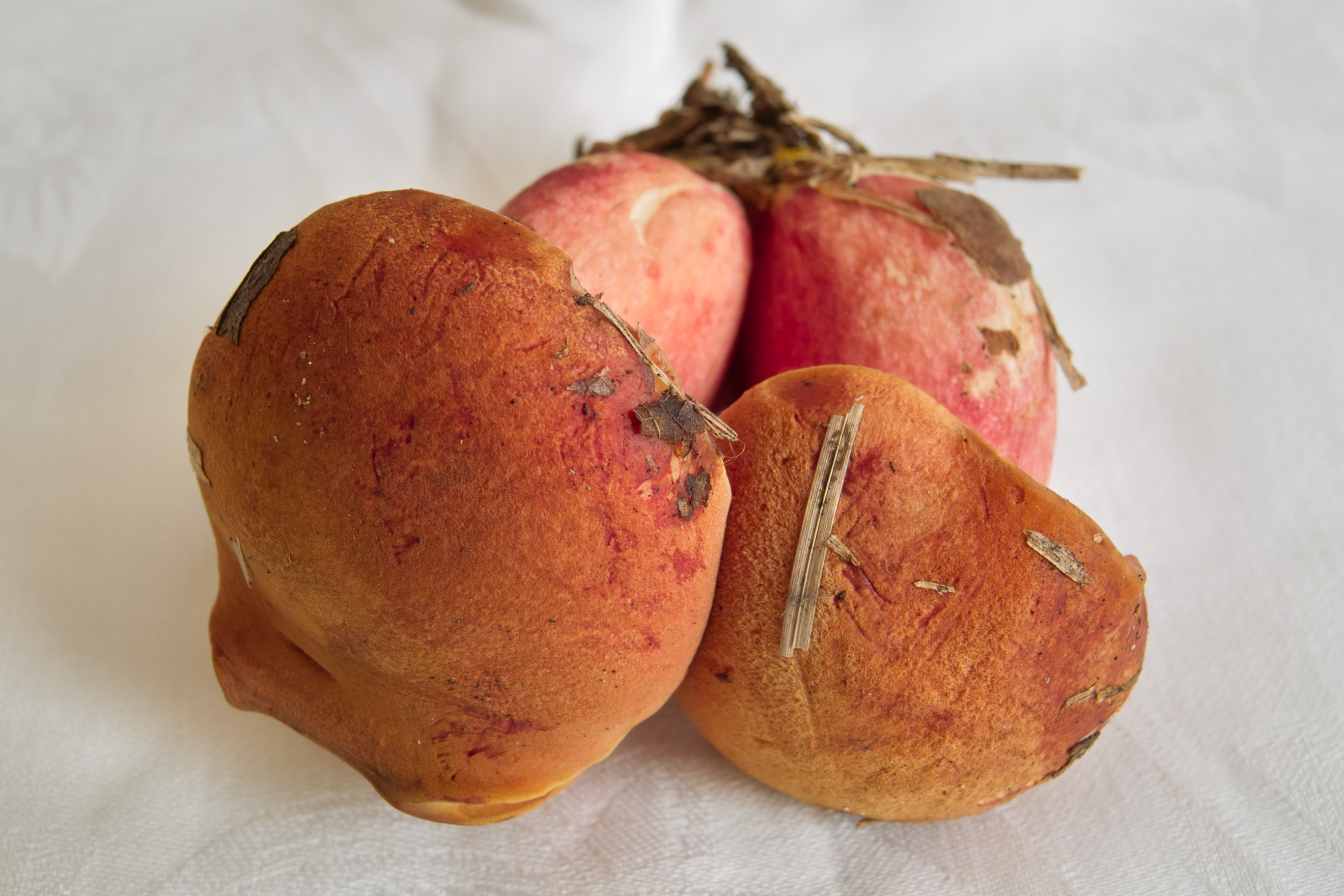
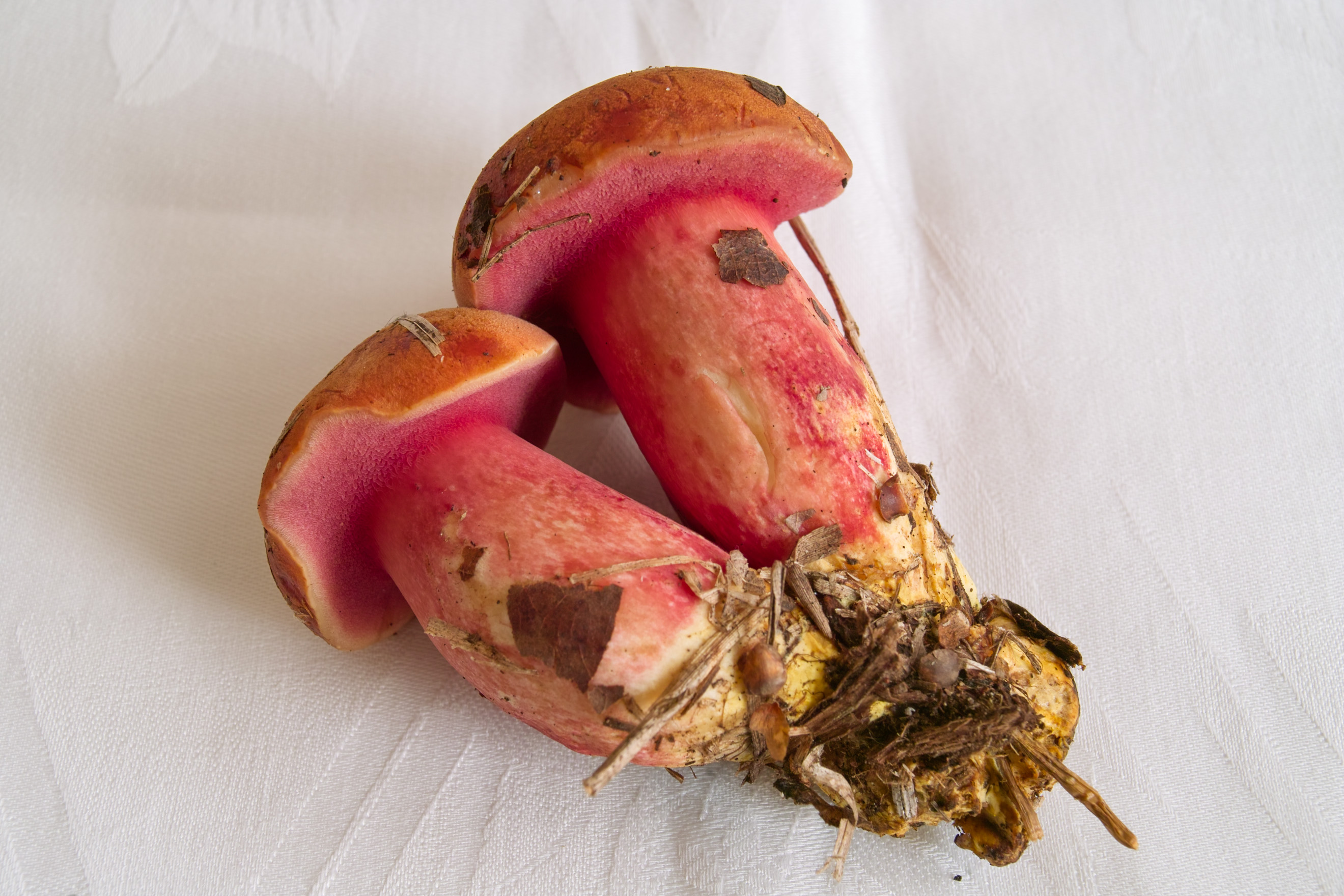
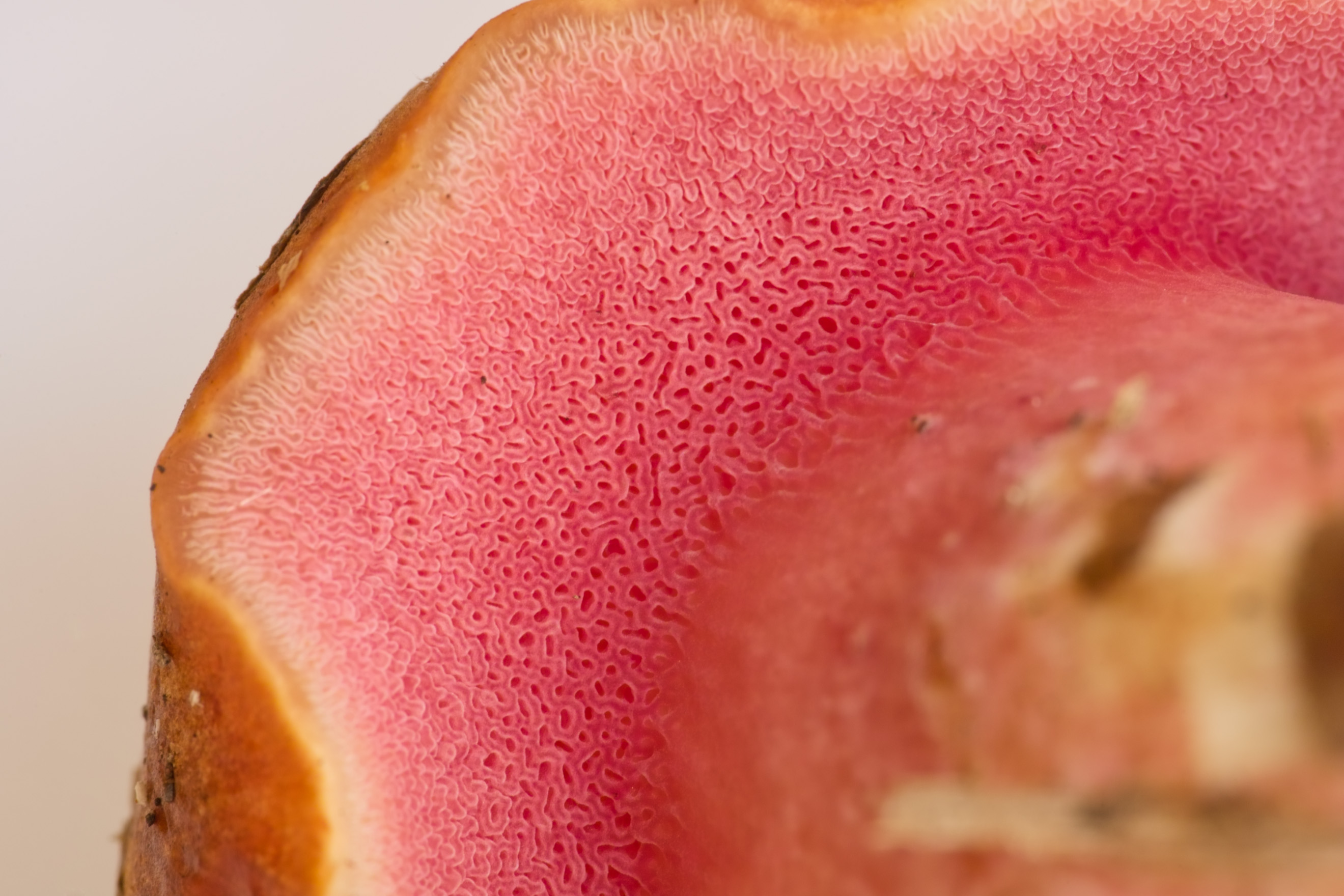

### Caractéristiques microscopiques
Ses spores mesurent 6-8 x 4-5 µm.

## Habitat et distribution
Cette espèce vient vient sous feuillus,, mycorhizienne avec Quercus. Elle habite uniquement les forêts ouvertes de feuillus avec de vieux chênes, y compris les oliveraies des plaines inondables, les parcs des vallées fluviales, sur sol riche, souvent parmi des herbes courtes, sous de grands arbres isolés. On la trouve principalement dans les forêts de chênes humides, et probablement dans les forêts mixtes avec Salix et Populus. En général, on ne trouve qu'un ou deux corps fructifères par site. Il s'agit d'une espèce thermophile européenne connue dans les régions centrales et méridionales de l'Europe et de la Russie européenne (Ainswort et al. 2013, Assyov et Denchev 2010, Curreli et Contu 1988, GBIF 2019, Halama et Szypula 2010, Ivanov 2013, Rebriev et al. 2012, Vasquez 2014). Elle est principalement présente dans les régions tempérées méridionales et subméditerranéennes.

## Statut de conservation

### Mondial
La liste rouge de The Global Fungal Red List Initiative classe C. rubinus dans la catégorie VU (Vulnérable) au niveau mondial.
Le Bolet rubis est menacé par une perte d'habitat due à la déforestation et à la modification de la gestion des parcs ; dégradation des habitats due à l'utilisation intensive des terres. Le changement climatique pourrait constituer une menace future car il modifierait les conditions de l'habitat en les rendant plus sèches.

### En France
Une étude, publiée en avril 2024, menée conjointement en France par l'UICN, l'OFB, le MNHN et l'AdoniF sur le statut de conservation dans le pays de plus de 250 champignons; classe cette espèce Chalciporus rubinus dans la catégorie EN (en danger),.

## Comestibilité
Le Bolet rubis possède une saveur douce, très occasionnellement légèrement amère qui, en théorie, ne devrait pas empêcher son utilisation alimentaire après la cuisson. Il est consommé occasionnellement, mais il reste très rare et peu d'informations sont disponibles sur son niveau de sécurité alimentaire. On peut considérer que sa comestibilité est sans valeur . Son statut d'espèce menacé doit de toute façon inciter à ne pas le consommer.

## Confusions possibles
Son pied carmin et sa petite taille le rendent facilement reconnaissable. À comparer éventuellement avec  le Bolet nain (Chalciporus amarellus).